# Ranulph Fiennes

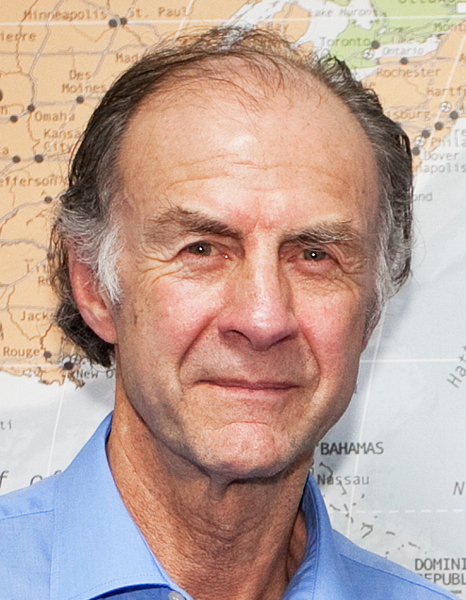
Ranulph Fiennes im Jahr 2014

Sir Ranulph Twisleton-Wykeham-Fiennes, 3. Baronet OBE (* 7. März 1944 in Windsor, Berkshire, England) ist ein britischer Forscher, Autor und Inhaber mehrerer Ausdauerrekorde. Er ist unter anderem der erste Mensch, der sowohl den Nord- als auch den Südpol zu Fuß erreichte.

## Leben
Ranulph Fiennes wurde in Großbritannien geboren, verbrachte jedoch einen Teil seiner Kindheit in Südafrika. Der weitverzweigten Adelsfamilie Twisleton-Wykeham-Fiennes gehören auch die Schauspieler Ralph und Joseph Fiennes, die Regisseurin Martha Fiennes und die Barone Saye and Sele an. Von seinem bereits am 24. November 1943 im Zweiten Weltkrieg gefallenen Vater, Sir Ranulph Twisleton-Wykham-Fiennes, 2. Baronet, hatte er den Adelstitel eines Baronet, of Banbury in the County of Oxford, geerbt, womit die Anrede „Sir“ verbunden ist.
Ranulph Fiennes besuchte zuerst das Eton College in Eton, bevor er den Royal Scots Greys und später dem britischen Special Air Service beitrat, dessen Mitglied er acht Jahre lang war. Er diente später in der Privatarmee des Sultans von Oman.
Ab den 1960er-Jahren war Fiennes als Forscher tätig. Er leitete Expeditionsfahrten auf dem Nil und über den Jostedalsbreen-Gletscher im Jahre 1970. Seine wahrscheinlich berühmteste Expedition, die Transglobe-Expedition, unternahm er von 1979 bis 1982. Fiennes und Charles Burton reisten von London in etwa entlang des Nullmeridians zum Südpol und auf der entgegengesetzten Erdhalbkugel in etwa entlang der Datumsgrenze durch den Pazifik zum Nordpol und sodann wieder entlang des Nullmeridians zurück nach London und somit rund um die Welt. Sie legten dabei 52.000 Meilen (ca. 83.686 km) zurück und waren die ersten Menschen, die beide Pole erreichten.
1992 leitete Fiennes eine Expedition, die die verlorene Stadt Ubar im Oman entdeckte. Im folgenden Jahr scheiterte eine Durchquerung des antarktischen Kontinents ohne Unterstützungsteam. Fiennes und sein Begleiter, der Ernährungsspezialist Mike Stroud, mussten am 95. Tag ihrer Tour kurz vor dem Ziel auf dem Ross-Schelfeis wegen Hunger und Erfrierungen Rettung anfordern. Fiennes scheiterte erneut 1996 bei einem Versuch, den Südpol im Alleingang zu erreichen.
Trotz einer Herzerkrankung und einer Bypass-Operation vier Monate vor der Durchführung legten Fiennes und Stroud im Jahr 2003 sieben komplette Marathons innerhalb von sieben Tagen auf sechs Kontinenten zurück. Ihre Reiseroute sah dabei folgendermaßen aus:
- 26. Oktober, Marathon 1: Patagonien, Südamerika
- 27. Oktober, Marathon 2: Falklandinseln, Südamerika
- 28. Oktober, Marathon 3: Sydney, Australien
- 29. Oktober, Marathon 4: Singapur, Asien
- 30. Oktober, Marathon 5: London, Europa
- 31. Oktober, Marathon 6: Kairo, Afrika
- 01. November, Marathon 7: New York, Nordamerika

Ursprünglich war vorgesehen, dass der erste Marathon auf King George Island (Antarktis) stattfinden sollte. Der zweite wäre dann in Santiago de Chile (Chile) gewesen. Schlechte Wetterverhältnisse sorgten jedoch dafür, dass der Plan kurzfristig dergestalt geändert werden musste, dass der erste im südlichen Patagonien stattfand und der Marathon auf den Falklandinseln als Substitut für den Antarktismarathon diente. Nach dem Sieben-Tage-Rennen sagte Fiennes, dass aufgrund der hohen Luftfeuchtigkeit und der Luftverschmutzung der härteste Marathon der in Singapur gewesen wäre.
2013 wollte Ranulph Fiennes die Antarktis als Erster im südlichen Winter überqueren. Zu seinem Team gehörten Richmond Dykes, Rob Lambert, Ian Prickett, Brian Newham und Spencer Smirl. Bei der Reparatur einer defekten Skibindung zog er sich jedoch Erfrierungen an vier Fingern der linken Hand zu und musste evakuiert werden. Im Juni gab auch der Rest des Teams auf.
Parallel zu seiner Karriere als Forscher und Weltreisender nahm auch der Ruf von Fiennes als Autor zu. Er hat bisher 13 Romane und Sachbücher veröffentlicht. Als letztes publizierte er eine Biographie über den Polarforscher Robert Falcon Scott, in der er die Leistungen Scotts entschieden verteidigte.
Fiennes wurde aufgrund seines gesellschaftlichen Engagements 1993 zum Officer of the Order of the British Empire (OBE) ernannt. Er hatte während seiner Expeditionen mehr als 5 Millionen Britische Pfund für wohltätige Zwecke gesammelt. 1995 wurde er mit der Polar Medal ausgezeichnet.
Nach dem Tode seiner ersten Frau, die 2004 an Magenkrebs starb, heiratete er 2005 seine zweite Frau und wurde im Alter von 62 Jahren Vater. Fiennes arbeitet seit 2016 daran, der erste Mensch zu sein, der die Seven Summits bestiegen und beide Polkappen überquert hat. Dabei sammelt er Spenden für die britische Palliativ-Stiftung Marie Curie.

## Werke (Auswahl)
- Where Soldiers Fear to Tread. 1975, ISBN 0-3401-4754-7.
- To The Ends of the Earth. 1983, ISBN 0-340-25277-4.
- Living Dangerously. 1987, ISBN 0-7515-0434-3.
- The Feather Men. 1992, ISBN 0-7475-1049-0.
- Atlantis of the Sands: The Search for the Lost City of Ubar. 1992, ISBN 0-451-17577-8.
- Mind Over Matter: The Epic Crossing of the Antarctic Continent. 1993, ISBN 0-385-31216-4.
- The Sett. 1996, ISBN 0-434-00267-4.
- Beyond the Limits. 2000, ISBN 0-316-85458-1.
- Captain Scott. 2003, ISBN 0-340-82699-1.
  - deutsch von Harald Stadler: Scott. Das Leben einer Legende. mareverlag, Hamburg 2012, ISBN 978-3-86648-153-4, Sondeausgabe mareverlag, Hamburg 2019, ISBN 978-3-86648-618-8.
- The Secret Hunters. 2001, ISBN 0-316-85869-2.

## Filmografie (Auswahl)
- 2011: Killer Elite (Buch The Feather Men)
- 2019: Abenteuer Ägypten (Fiennes: Return to the Nile, National Geographic Channel)